# Toyota Prius
Toyota Prius je hibridni (benzin/električni) automobil japanskog proizvođača Toyote. U Japanu se počeo prodavati 1997. godine, a 2001. u ostataku svijeta. Toyota Prius je i najpopularniji hibridni automobil, omiljen među taksi vozačima u Kanadi, Sjedinjenim Američkim Državama i Australiji, jer je ekonomičan i ekološki prihvatljiviji od "običnih" automobila.
- Prva generacija (1997.-2001.)
- Druga generacija (2000.-2003.)
- Treća generacija (2004.-2009.)
- Četvrta generacija (2009.-danas)